# 964 Pinocchio
964 Pinocchio (ピノキオ√964?) (noto anche con il titolo anglofono Screams of Blasphemy) è un film del 1991 diretto da Shozin Fukui.
La pellicola di genere cyberpunk giapponese, sceneggiata dallo stesso regista Fukui, tratta del tema della schiavitù sessuale e dei disturbi mentali.
Il film è una rivisitazione più adulta della figura di Pinocchio.

## Trama
964 Pinocchio è un cyborg schiavo sessuale, senza memoria e facoltà di parlare, che viene cacciato dai suoi proprietari perché non riesce a mantenere un'erezione. Viene scoperto da Himiko, una ragazza senza fissa dimora, che vaga senza meta per la città. Anche a lei è stata cancellata la memoria, probabilmente dalla stessa azienda che ha prodotto Pinocchio, e passa le sue giornate disegnando mappe della città per aiutare altre persone che versano nelle sue stesse condizioni.
Himiko porta Pinocchio a casa e cerca di insegnargli a parlare. Dopo molti sforzi finalmente egli diventa consapevole della sua situazione. A questo punto il suo corpo esplode in un'inspiegabile metamorfosi, mettendo a nudo il fatto che le sue modifiche siano state molto più radicali. Anche Himiko inizia a trasformarsi, sebbene più a livello psicologico.

## Distribuzione
Unearthed Films distribuì il film in DVD negli Stati Uniti nel 2007 in due versioni (andate fuori stampa): una normale e una Cyberpunk Collection, in coppia con l'altro film di Fukui Rubber's Lover. In Italia è inedito.